# Деинотеријум
Деинотеријум (Deinotherium, страшна звер) је био род дивовских праисторијских предака данашњих слонова који се појавио у миоцену и постојао до раног плеистоцена. За то време врло мало је еволуирао. Вероватно је подсећао на модерне слонове. Имао је краћу сурлу и кљове у доњој вилици повијене надоле. 

## Опис
Мужјаци су били високи 3,5 до 4,5 метара, док су већи примерци могли бити високи и до 5 метара. Процењује се да им је тежина била између 5 и 10 тона, па до 14 тона за најкрупније мужјаке. 

## Распрострањеност
Деинотеријум је насељавао Азију, Африку и Европу. Једини комплетни фосил деинотеријума у Европи нађен је у Румунији (Молдавији) 1894. Овај примерак био је висок 4,50 метара. 

## Врсте
Идентификоване су три врсте овог рода: